# 喬許·索耶
約書亞·艾瑞克·索耶（英語：Joshua Eric Sawyer，1975年10月18日—），通稱喬許·索耶（英語：Josh Sawyer），是美國電子遊戲設計師，以其開發的角色扮演遊戲作品聞名。

## 早年生活
索耶在美國威斯康星州阿特金森堡長大，兒時熱衷於桌上角色扮演遊戲《龍與地下城》。他在公共圖書館的康懋達64上，首次接觸到電子角色扮演遊戲《冰城傳奇》。索耶大學就讀勞倫斯大學，主修聲樂，後來再轉修歷史。大學期間，他嘗試自己設計角色扮演遊戲，並自學網頁設計和Adobe Flash。

## 職業生涯

### Interplay
索耶在大學修讀時，Interplay娱乐正為未公開的電子角色扮演遊戲招聘網頁設計師，他於是應聘並得以錄用，負責黑島工作室遊戲《异域镇魂曲》的網頁設計。任職期間，他常與黑島的開發團隊交流，自薦成為遊戲設計，最終得以加入參與《冰风谷》開發，負責關卡和大部分武器設計。《冰风谷》後一段時間，索耶繼續負責網頁設計，後來轉為全職遊戲設計。執掌的首部作品是《柏德之門3：黑暗獵犬》，但遊戲被取消。後Interplay遇上財務困難，在黑島裁員，連帶著黑島的遊戲開發也變得艱難。索耶時任首席設計師，負責《冰風之谷II》開發，他僅以兩天時間撰寫劇情，並帶領團隊在10個月内完成開發。
《冰風之谷II》後，索耶任《辐射：范布伦》系統設計師，首席設計師由克里斯·阿瓦隆擔任。但因Interplay財務困難依舊，阿瓦隆最終離職，原位置由索耶繼任。索耶與製作人湯姆·弗倫奇（Tom French）繼續開發《范布伦》，以圖吸引Interplay管理層，但未果。索耶於2003年11月21日離開黑島。黑島工作室也隨之關閉。

### Midway
索耶離開黑島後，轉職Midway。2005年2月，索耶負責《圣铠传说：七悲》遊戲設計，約翰·羅梅羅（John Romero）任首席設計師。後者其後轉任創意總監，首席設計師由索耶接任。期間，索耶感到Midway並不真正關心員工。同年7月15日，他離開Midway，轉至由黑島工作室員工創立的黑曜石娱乐工作。

### 黑曜石
他的第一個角色是擔任《絕冬城之夜2》的主要設計師。
他後來擔任了《辐射：新维加斯》的項目總監和主要設計師。2011年12月，索耶公開發布了一個他個人使用的《新維加斯》改裝模組，這個遊戲模組增加了從重新平衡「特定角色的道德值」到「減慢升級速度」等多種小調整。截至2012年11月，此模組已更新至5.1版本。
他還擔任了《異形》角色扮演遊戲的項目總監和主要設計師。 遊戲的發行商Sega後來取消了這個項目，導致黑曜石娛樂公司裁員。 根據黑曜石娛樂公司的首席執行官Feargus Urquhart的說法，這個名為《異形：熔爐》 的遊戲「看起來和感覺上都已經準備好發布了。」  
在2012年，當黑曜石娛樂公司因另一個項目被出版商取消而面臨財務危機時，索耶提議公司回歸其設計根基，製作一款類似黑島工作室風格的角色扮演遊戲。索耶認為在粉絲中仍有這類遊戲的市場需求，並建議通過Kickstarter平台來籌集開發資金，無需等待出版商。他成功說服了公司領導層，結果開發的遊戲《永恒之柱》在27小時內達到了110萬美元的Kickstarter資金目標。該遊戲最終募集了近四百萬美元，當時創下了Kickstarter的紀錄。  索耶後來擔任其續集《永恆之柱2：死亡之火》的導演和敘事設計師，該遊戲同樣通過眾籌資金並於2018年發布。
索耶的下一個遊戲項目與奇幻類CRPG遊戲有所不同。他提出了一個較小的項目，更專注於歷史，靈感來自於阿爾布雷希特·杜勒等16世紀德國藝術家的故事。 這款遊戲名為《隱跡漸現》，聚焦於16世紀上巴伐利亞的一起謀殺謎團中。玩家控制主角安德里亞斯，一位在修道院工作的年輕藝術家。該遊戲於2022年11月15日在Xbox、Xbox Game Pass和Windows平台發布。

## 游戏
| 年   | 标题                             | 角色                           |
| ---- | -------------------------------- | ------------------------------ |
| 2000 | 冰風之谷                         | 設計師                         |
| 2001 | 冰風之谷：寒冬之心               | 設計師                         |
| 2002 | 冰風之谷II                       | 主設計師                       |
| 2005 | 挑戰：七種悲傷                   | 主設計師                       |
| 2006 | 絕冬城之夜2                      | 主設計師                       |
| 2010 | 阿尔法协议                       | 設計師                         |
| 2010 | 異塵餘生：新维加斯               | 總監、主設計師                 |
| 2010 | 異塵餘生：新维加斯：亡金         | 主系統設計師、敘事設計師       |
| 2011 | 異塵餘生：新维加斯：誠實之心     | 專案總監、敘事設計師           |
| 2011 | 異塵餘生：新维加斯：舊世界藍調   | 主系統設計師、敘事設計師       |
| 2011 | 異塵餘生：新维加斯：孤獨之路     | 主系統設計師、敘事設計師       |
| 2011 | 異塵餘生：新维加斯：槍手的武器庫 | 專案總監                       |
| 2015 | 永恒之柱                         | 導演、主設計師、額外文案撰稿人 |
| 2018 | 永恒之柱2：死亡之火              | 導演、敘事設計師               |
| 2022 | 隐迹渐现                         | 遊戲和敘事導演                 |